# Brunneria grandis
Brunneria grandis är en bönsyrseart som beskrevs av Henri Saussure 1870. Brunneria grandis ingår i släktet Brunneria och familjen Mantidae. Inga underarter finns listade i Catalogue of Life.